# Народни фронт за демократију и правду
Народни фронт за демократију и правду (тигриња језик: ህዝባዊ ግንባር ንደሞክራስን ፍትሕን; арап. الجبهة الشعبية للديمقراطية والعدالة) је еритрејска владајућа политичка партија. То је једина легална партија која делује у Еритреји.  Садашњи председник партије и председник државе је Исајас Афеверки.

## Историјат
Народни фронт за демократију и правду основан је 1994. године. Годину пре тога, био је одржан референдум под покровитељством Уједињених нација на којем су Еритрејци гласовали за независност и отцепљење од Етиопије, али практично фронт је управљао Еритрејским ратом за независност још од краја 1991, када је свргнута комунистичка влада у Адис Абеби.
Њихови претходници били су наоружани марксистички и афрички социјалисти који су дејствовали у Еритрејском народноослободилачком фронту. На конгресу 1987. одбачени су марксизам и лењинизам као званичне идеологије и почео да се промовише револуционарни еритрејски национализам. Циљ је био уједињење других еритрејских покрета за независност и националистичких групација.

## Политичка платформа
После одбацивања утицаја марксизма и лењинизма крајем Хладног рата, партија се под вођством Исајаса Афеверкија представила као националистичка и која је желела да придобије све националисте без обзира на политичке правце које су заступали.